# Lužná (Boêmia Central)
Lužná é uma comuna checa localizada na região da Boêmia Central, distrito de Rakovník.